# قنطرة ويتستون
قنطرة ويتستون  هي قنطرة كهربية لقياس المقاومات، اخترعها الإنجليزي صمويل كريستي عام 1833 وحسنها وأكملها شارلز وهيتستون عام 1843 . وتـُجري عملية قياس المقاومة الكهربية المجهولة بعد تركيبها في دائرة كهربائية ذات فرعين (قنطرة) ثم موازنة التيار فيهما. وهي تعمل مثلما يعمل مقياس الجهد potentiometer ، مع الفرق أن في دائرة مقياس الجهد يستعمل جلفانومتر حساس.

قنطرة وهيتستون وفيها المقاومة المجهولة Rx.

## طريقة القياس
في الشكل المجاور تمثل المقاومة الكهربية Rx المقاومة المجهولة والمطلوب تعيينها .المقاومات {\displaystyle R_{1}} و{\displaystyle R_{2}} و {\displaystyle R_{3}} معروفين ، في حين أن المقاومة {\displaystyle R_{2}} قابلة للتغيير . فإذا تساوت نسبة المقاومتين الموجودتين في الفرع المعروف {\displaystyle (R_{2}/R_{1})} مع نسبة المقاومتين في الفرع الغير معروف {\displaystyle (R_{x}/R_{3})} يصبح فرق الجهد بين النقطتين B و D صفرا ولا يمر تيار كهربائي في الجلفانومتر {\displaystyle V_{g}}. لذلك نغير المقاومة المتغيرة {\displaystyle R_{2}} حتي نحصل على حالة الاتزان . وتوضح قراءة الجلفانومتر عما إذا كانت المقاومة {\displaystyle R_{2}} كبيرة أم صغيرة.
ويمكن قراءة الجلفانومتر بدقة عالية . فإذا كانت المقاومات {\displaystyle R_{1}} و {\displaystyle R_{2}} و {\displaystyle R_{3}} معروفة بدقة عالية ، أصبح من الممكن تعيين المقاومة المجهولة {\displaystyle R_{x}} أيضا بدقة عالية.
عند الوصول إلى حالة التوازن ، تنطبق المعادلة :
{\displaystyle R_{2}/R_{1}=R_{x}/R_{3}}
وبناء على ذلك يكون:
{\displaystyle R_{x}=(R_{2}/R_{1})\cdot R_{3}}
وهناك حالة تكون فيها قيم المقاومات {\displaystyle R_{1}} و {\displaystyle R_{2}} و {\displaystyle R_{3}} معروفة من دون أن تكون المقاومة {\displaystyle R_{2}} قابلة للتغيير . في هذه الحالة نستطيع أن نستعمل قراءة فرق الجهد على مقياس الجهد {\displaystyle V_{g}} أو شدة التيار المار فيه لتعيين المقاومة {\displaystyle R_{x}} باستخدام قانون كيرشوف .

## استنباط معادلة قنطرة وهيتستون
نستخدم القاعدة الأولى من قانون كيرشوف للجهد للحصول على شدة التيار في النقطتين B و D:
{\displaystyle I_{3}\ -I_{x}\ +I_{g}=0}
{\displaystyle I_{1}\ -I_{2}\ -I_{g}=0}
ثم نستخدم القاعدة الثانية لقانون كيرشوف للحصول على فرق الجهد في جزئي الدائرة ABD و BCD:
{\displaystyle (I_{3}\cdot R_{3})-(I_{g}\cdot R_{g})-(I_{1}\cdot R_{1})=0}
{\displaystyle (I_{x}\cdot R_{x})-(I_{2}\cdot R_{2})+(I_{g}\cdot R_{g})=0}
نوازن القنطرة بحيث يكون {\displaystyle I_{g}=0} ، بذلك يمكننا صياغة المعادلتين الأخيرتين بالطريقة الآتية :
{\displaystyle I_{3}\cdot R_{3}=I_{1}\cdot R_{1}}
{\displaystyle I_{x}\cdot R_{x}=I_{2}\cdot R_{2}}
بقسمة المعادلتين على بعضهما وعزل Rx على الجانب الأيسر ، نحصل على الصيغة التالية :
{\displaystyle R_{x}={{R_{2}\cdot I_{2}\cdot I_{3}\cdot R_{3}} \over {R_{1}\cdot I_{1}\cdot I_{x}}}}
نعرف من القاعدة الأولى لكيرشوف أن {\displaystyle I_{3}=I_{x}} و {\displaystyle I_{1}=I_{2}} ، ويمكن حساب المقاومة المجهولة بواسطة المعادلة:
{\displaystyle R_{x}={{R_{3}\cdot R_{2}} \over {R_{1}}}}
أصبحت الآن قيم الأربعة مقاومات معروفة وكذلك جهد المصدر {\displaystyle V_{S}} . ويمكن تعيين فرق الجهد عبر القنطرة {\displaystyle V_{G}} عن طريق تعيين جهد عند النقطتين B و D وطرح قيمتيهما . فتنطبق المعادلة :
{\displaystyle V_{G}={{R_{x}} \over {R_{3}+R_{x}}}V_{s}-{{R_{2}} \over {R_{1}+R_{2}}}V_{s}}
ويمكن تبسيط تلك المعادلة لتصبح:
{\displaystyle V_{G}=\left({{R_{x}} \over {R_{3}+R_{x}}}-{{R_{2}} \over {R_{1}+R_{2}}}\right)V_{s}}